# فرامرز اتحادیه
فرامرز اتحادیه (زاده ۲ فروردین ۱۳۲۷ در تهران، نام اصلی: فرامرز اتحادیه رشتی) یک کار آفرین اتریشی-ایرانی است.

## زندگی
فرامرز اتحادیه در ۱۳۲۷ (۱۹۴۸ میلادی) در تهران متولد شد. بعد از مرگ پدرش، که در دانشگاه تهران استاد شیمی بود، مادرش زمانی که او ۸ سال داشت با او و دو خواهرش به لینتس، اتریش مهاجرت کرد. به عنوان یک مادر تنها، یک مغازه فرش فروشی در آن شهر برپا کرد و فرامرز هم از کودکی به او کمک کرد و اولین تجاربش به عنوان یک تاجر را آنجا کسب کرد.
بعد از فارغ‌التحصیل شدن از مدرسه، او در دانشگاه جولانس کپلر به تحصیل علم اقتصاد پرداخت. در ۱۳۵۱ (۱۹۷۲ میلادی) او تز دیپلم خود دربارهٔ مدیریت منابع شرکت‌ها ارائه کرد، و در ۱۹۵۳، دکترای خود را با پایان‌نامه ای که موضوع آن تساوی مشارکت و سرمایه‌گذاری شرکت‌ها بود، دریافت کرد.
در ۱۳۵۱، اتحادیه فعالیت خود را در صنعت ساختمان سازی آغاز کرد، و امپریال فایننس گروپ را تأسیس کرد، که به گروهی از شرکتها با فعالیتهای بین‌المللی گسترده در زمینه املاک، سرمایه‌گذاری ملکی، گردشگری، و رسانه تبدیل شد. امپریال بیش از ۵۰۰۰۰ سرمایه گذار و بیش از ۱۰۰ پروژه عمرانی در اتریش، آلمان، ایتالیا، و مجارستان در زمینه‌های املاک تجاری، املاک مسکونی، و هتل، دارد. از جمله این هتل‌ها هتل‌های زنجیره ای کوردینال (به انگلیسی: Cordial) است.
به دلیل کاهش ارزش محصولات سرمایه‌گذاری گروه مالی امپریال، از سال ۲۰۰۱ پرونده‌های مکرری علیه این شرکت و اتحادیه مطرح شده‌است که در رسانه‌ها نیز مورد بحث گسترده قرار گرفته‌است. این پرونده در سال ۲۰۰۸ به تبرئه انجامید و سرانجام در فوریه ۲۰۱۶ مختومه اعلام شد.
در سال ۱۹۸۵ کوردینال فرینس کلاب (به انگلیسی: Cordial Ferienclub AG) تأسیس شد. این سیستم زمان مشترک در اتریش را تأسیس کرد. و به یک هتل زنجیره ای با امکانات تفریحی و توسعه یافته تبدیل شد. این هتل‌ها عمدتاً در وین، رایت بای کیتسبول، بد گزته‌آین، کیرشبرگ ین تیرول، زالتسبورگ، اکنکریچ، گویینگ آم ویلدن کایزر و جاوورانو در توسکانی قرار دارند. کوردینال هالیدی کلاب تقریباً ۸۷۰۰ عضو دارد، که اکثر آنها اهل آلمان هستند.
در سال ۱۹۹۲ بانک امپریال تأسیس شد، که از سال ۱۹۹۹ با عنوان بانک پارتنر فعالیت خود را ادامه داد، و اولین بانک خصوصی در آپر اتریش بعد از جمهوری دوم محسوب می‌شد.
در سال ۱۹۹۵ اتحادیه نقش پررنگی در تأسیس روزنامه ویرشافتسبلات داشت، این روزنامه در آن زمان تنها روزنامه اتریشی بود که بر روی اقتصاد و تجارت تمرکز داشت.
در ۱۹۹۶، فرامرز اتحادیه و همسرش یهیه، سازمان عام‌المنفعه تو وینگز را تأسیس کردند، تمرکز این سازمان بر روی ارتقاء سطح آموزش در کشورهای درحال توسعه و مخصوصاً برای زنان و دختران است.

## افتخارات و جوایز
- مدال نقره سال ۲۰۱۳ از دفتر عالی بازرگانی اتریش[۱۶]
- جایزه زندگی زیمنس در سال 2000[۱۷]

## آثار
- داستان دو بال - هیچ چیز به اندازه انسانیت موفقیت‌آمیز، شاداب کننده، رضایت بخش، دوست داشتنی و زندگی بخش نیست. هوریزونته ورلاگ، اشتوتگارت ۱۹۹۸، شابک ‎۳-۸۹۴۸۳-۰۵۱-۴